# Альгайм
Альгайм (нім. Alheim) — сільська громада в Німеччині, знаходиться в землі Гессен. Підпорядковується адміністративному округу Кассель. Входить до складу району Герсфельд-Ротенбург.
Площа — 63,83 км2. Населення становить 4882 ос. (станом на 31 грудня 2020).